# Phytohämagglutinin

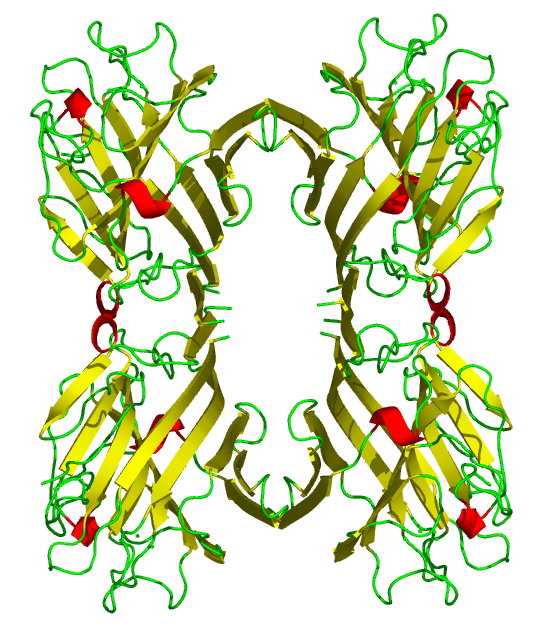
Phytohämagglutinin-L

Phytohämagglutinin (PHA) ist ein Gemisch von zwei Proteinen aus der Gruppe der Lektine, Phytohämagglutinin-E (für Erythrozyten-bindend) und Phytohämagglutinin-L (für Leukozyten-bindend).

## Eigenschaften
Phytohämagglutinin kommt in verschiedenen Leguminosen vor. Als Lektine binden die beiden Proteine des Phytohämagglutinins Oligosaccharide. Sie gehören zu den Hämagglutininen und erzeugen eine Verklumpung von Blutzellen durch Bindung der Oligosaccharide auf ihrer Zelloberfläche. Phytohämagglutinin ist ein Mitogen und aktiviert T-Lymphozyten und Monozyten. Daher wird es in verschiedenen in-vitro-Versuchen zur Immunreaktion als Positivkontrolle verwendet, wie beispielsweise im ELISpot. Ebenso wird es für Zellkulturen von Lymphozyten verwendet, weil es deren Zellteilung stimuliert. Daneben wird es zur Herstellung von Karyogrammen verwendet.

## Vorkommen in Hülsenfrüchten
Phytohämagglutinin ist ein Toxin in Hülsenfrüchten und kann durch zehnminütiges Kochen bei 100 °C denaturiert und somit inaktiviert werden. Unzureichendes Erhitzen auf 80 °C kann die Toxizität im Vergleich zum Rohzustand verfünffachen. Folgende Tabelle stellt den Lektingehalt verschiedener Hülsenfrüchte dar (laut USFDA):
| Sorte                         | Lektingehalt in hämagglutinierenden Einheiten (HAE) |
| ----------------------------- | --------------------------------------------------- |
| Rote Kidney-Bohne, roh        | 20.000 – 70.000                                     |
| Weiße Kidneybohne, roh        | 0.7000 – 23.000                                     |
| Ackerbohne, roh               | 1000 – 7000                                         |
| Rote Kidney-Bohne, gargekocht | 200 – 400                                           |